# Ortillon
Ortillon – miejscowość i gmina we Francji, w regionie Grand Est, w departamencie Aube.
Według danych na rok 1990 gminę zamieszkiwały 43 osoby, a gęstość zaludnienia wynosiła 5 osób/km².